# 千島群島
千島群島（日语：／ Chishima rettō */?），俄罗斯称其为庫里爾群島（羅馬化：Kuril'skie ostrova；日语： Kuriru rettō */?），是位於俄罗斯堪察加半島西南與日本北海道島东北之間的一组火山群岛，全長1300公里，由56個島嶼以及许多小岩礁組成，其中包括大千岛群岛和小千岛群岛。所有岛屿面积为10,503.2平方公里。截至2010年11月，总人口为19,434人。
千島群島全境現為俄羅斯實際控制，隸屬於薩哈林州北庫里爾斯克、庫里爾斯克、南庫里爾斯克三个县管辖。南千岛群岛为俄罗斯与日本的争议领土，这些争议岛屿包括择捉岛（伊图鲁普岛）、国后岛（库纳希尔岛）、色丹岛（希科坦岛）、齿舞群岛（哈伯迈群岛），被日本称为“北方四岛”。

## 词源
俄语称呼该群岛为“库里尔群岛”（Кури́льские острова́），此名称也是西方世界对该群岛普遍称谓。其中，“库里尔”一词来源于阿伊努语“kur”，意思是“人”。中国人对萨哈林岛的称呼“苦夷”和“库页”，以及日本人对北海道的称呼“虾夷”（Emishi），也是来源于同样的阿伊努语词汇。18世纪俄罗斯人来到千岛群岛后，曾误以为这一地名来源于俄语单词（意思是“抽烟”），因为他们看见群岛上的火山不断喷出烟雾。
日本称该群岛为“千岛列岛”（千島列島），意思指该群岛中的岛屿成千般的众多。亦有称呼其为“库里尔列岛”（クリル列島）者。在日本出版的地圖中，千島群島被標記為；其中南千島群島被標記為日本領土，其餘部份標記為「主權未定」。
中華人民共和國出版的地圖稱其為「千島群島」，南千島群島的島嶼被標記為日本領土，附註「俄占」二字；其餘部份標記為俄羅斯領土。

## 地理
千岛群岛位于环太平洋火山带上，这一地带地质构造不稳定。千岛群岛是一组复式火山的峰顶，为太平洋板块沉入到鄂霍次克板块之下的直接结果，这一结果也造就了距离群岛以东200公里的千岛海沟。这一岛链上有大约100座火山，其中40座是活火山，还有许多温泉和火山喷气孔。此地地震频繁，包括1963年的里氏8.5级地震；以及近年2006年的里氏8.3级地震，曾引起美国加利福尼亚州海岸1.5公尺的海啸，2007年、2013年均发生过地震。
千岛群岛的气候一般很恶劣，有漫长、寒冷而多风暴的冬季，以及短暂、恶劣多雾的夏季。年平均降雨量为760-1,020毫米，大多数是以降雪的方式产生。由於該島附近海域為千島寒流和日本暖流的交匯之地，因此成為太平洋上有名的“霧海”。東岸受千島寒流的影響而比西岸冷。
千岛群岛的气候自南向北由温带向副极地气候过渡，因此植物覆盖从北部的冻原向南部由云杉属和落叶松属森林过渡。最大岛屿为择捉岛（伊图鲁普岛）。最高山峰为阿赖度山（2,339公尺），位于群岛最北部的岛屿阿特拉索夫岛（日本称阿赖度岛）上；其次是提亚提亚山（日本称爷爷岳，1,819公尺），位于群岛最南部的国后岛（库纳希尔岛）。
千岛群岛地形包含了许多海滩、岩石海岸、峭壁、宽广的河流，以及多碎石的急流小溪、森林、草原、高山冻原、火山口湖、酸沼。由于火山灰的间歇性大量汇集以及某些地方受到海鸟粪的滋养，千岛群岛的土壤通常很肥沃。然而许多峻岭上松散的山坡容易受到山体滑坡的影响，且更新的火山喷发会整个地剥蚀地形。只有南部的特定岛屿有大片地域被树木覆盖，向北更多的岛屿没有树木或只有零星的树木覆盖。

## 歷史

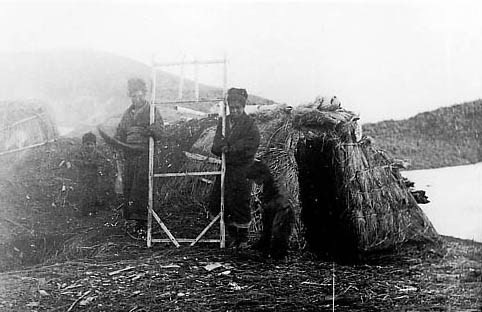
千岛群岛的阿伊努人在他们的房屋旁。

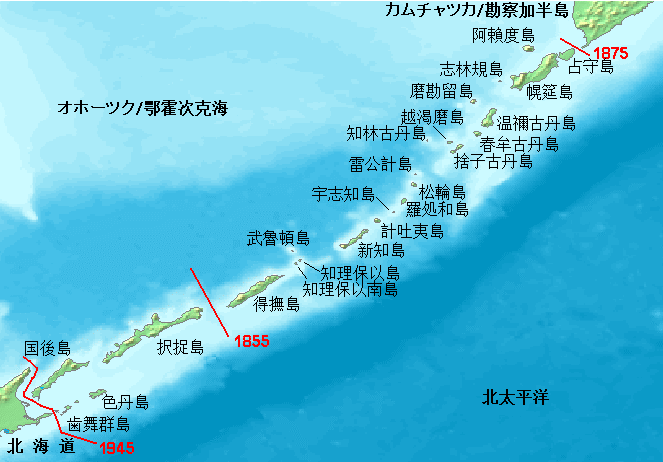
千島群島，隨著時間的推移俄羅斯和日本之間的分界線。

千岛群岛的主要原住民之一是阿伊努人，但在17世纪之前鲜少有关于他们的记载。日本在江户时代统治千岛群岛，由松前藩管轄。日本宣称日本人在370年以前就知晓了这些位于他们北方的岛屿。在1644年江户幕府绘制的正保国绘图中，标注了位于知床半岛和纳沙布岬之间39个大小岛屿。
1643年，荷蘭航海家馬丁·黑利德松·弗里斯曾访问过千島群島的部分岛屿。千岛群岛的记载自1646年开始在俄罗斯文献中出现。1697年，俄罗斯探险家弗拉基米尔·阿特拉索夫探查了千岛群岛，早期有关千岛群岛的资料都是由阿特拉索夫提供的。18世纪至19世纪初，有丹尼拉·安季费洛夫、伊凡·叶夫雷诺夫、费奥多尔·卢津、马丁·斯庞贝里、亚当·冯·克鲁森施滕、瓦西里·戈洛夫宁等俄罗斯人先后来到这里探险。
1811年，俄罗斯探险家瓦西里·戈洛夫宁及其船员停留在国后岛（库纳希尔岛）进行水文测量，遭到日本南部氏人员的扣留，并交给松前藩当局。日本商人高田屋嘉兵卫在1812年于国后岛附近被俄罗斯方面的彼得·伊万诺维奇·里科尔德扣留，日本便与俄罗斯进行谈判，交换了俘虏。
1847年至1892年期间，美国捕鲸船来到千岛群岛捕捉露脊鲸。曾有三艘捕鲸船在千岛群岛搁浅，两艘于1855年在得抚岛（乌鲁普岛）搁浅，一艘于1856年在磨勘留岛（马坎鲁希岛）搁浅。1892年9月，来自马萨诸塞州新贝德福德的Cape Horn Pigeon在国后岛北部被俄罗斯帆船扣留，送往符拉迪沃斯托克，在那里滞留了将近两周之久。
1855年，日俄兩國簽署《日俄和親通好條約》，瓜分了千島群島，約定以擇捉島（伊图鲁普岛）與得撫島（乌鲁普岛）之間的弗里斯海峽（擇捉水道）為界，海峽以南歸日本，以北歸俄羅斯。萨哈林岛（即库页岛或桦太岛）成为两国人都能居住之地。明治維新後，日本北海道開拓使次官黑田清隆主張放棄遙遠的樺太并加快開發北海道。於是在1875年，日俄在聖彼得堡簽署《庫頁島千島群島交換條約》，日本放棄樺太將其讓給俄羅斯；俄羅斯則將整個千島群島讓給日本。
在1904年至1905年的日俄战争期间，退役的日本军人郡司成忠组织占守岛（舒姆舒岛）的日本裔移民入侵堪察加半岛。俄罗斯增派援军来这里抓捕并扣押他们。此次战争结束后，日本取得了萨哈林岛（库页岛）南部，并获取了俄罗斯水域的捕鱼权，直到1945年结束。
1918年至1925年，日本干涉西伯利亚期间，日本军队自北千岛群岛出发，与美军和欧洲军队占领了堪察加半岛南部。日本帆船攻击堪察加彼得罗巴甫洛夫斯克。
在1945年2月雅爾達會議當中，美英承諾蘇聯在戰後得以取得南庫頁島以及千島群島全部主權，並且與蘇簽訂《雅爾達協定》。在日本投降後，蘇聯即依據雅爾達協定宣佈擁有該地主權。
1945年7月17日，美英苏三国最高领导人在德国波茨坦会晤（中国最高領導人以簽名共同發表），会议期间发表对日最后通牒式公告。由美国起草，中国和英国同意，以美英中三国名义发布。当时苏联受《苏日中立条约》约束，苏联于8月8日对日宣战后加入《波茨坦公告》。《公告》第八条为“开罗宣言之条件必将实施，而日本之主权必将限于本州、北海道、九州、四国及吾人所决定其他小岛之内。” 即从法理上明定了战后日本领土范围由反法西斯同盟国决定。同年8月，第二次世界大戰結束，日本投降後解除武裝。根據第二次世界大戰結束后對日本領土的安排，蘇聯出兵佔領了千島群島。1947年至1950年間，大多數在千島群島的日本人被蘇聯逐回日本，僅有少數例外。
在1951年簽訂的舊金山和約第二章「領土」中，約定日本放棄對1905年《樸茨茅斯和約》後所取得領土以及千島群島之所有權利、權利名義與請求權。不過，蘇聯方面並沒有在和約上簽字（參見舊金山和約）。

## 现状
截止2013年，共有19,434人生活在千岛群岛，包括俄罗斯族、乌克兰族、白俄罗斯族、鞑靼族、尼夫赫人、奥罗奇人和阿伊努人。东正教和伊斯兰教为群岛人口仅有的宗教。有些村庄永久地被俄军士兵把守，尤其是靠近日本的国后岛（库纳希尔岛），更是因为近期的紧张局势而重要防守。其他的村庄则由平民控制，这些平民包括渔民、鱼厂工人、码头工人以及社会人士（警察、医生、教师等）。近期岛上建筑工人的职业吸引了许多来自俄罗斯其他地方以及前苏联加盟国家的移民工人前来工作。截止2014年，56个岛屿上仅8个有人居住。择捉岛（伊图鲁普岛）上有超过60%是乌克兰族。
2017年2月8日，俄罗斯政府对五个之前未命名的千岛群岛岛屿进行命名，分别是：杰列维扬科岛（以库兹马·尼古拉耶维奇·杰列维扬科命名，43°22′8″N 146°1′3″E / 43.36889°N 146.01750°E）、格涅奇科岛（以阿列克谢·格涅奇科命名，43°48′5″N 146°52′1″E / 43.80139°N 146.86694°E）、格罗米柯岛（以安德烈·格罗米柯命名，46°14′1″N 150°36′1″E / 46.23361°N 150.60028°E）、法尔胡特季诺夫岛（以伊戈尔·法尔胡特季诺夫命名，43°48′5″N 146°53′2″E / 43.80139°N 146.88389°E）和谢季宁娜岛（以安娜·伊萬諾夫娜·謝季寧娜命名，46°13′7″N 150°34′6″E / 46.21861°N 150.56833°E）。2017年9月23日开通了史上首条从日本到南千岛群岛的航线。

### 经济
漁業是千島群島經濟的主業。千岛群岛具有战略和经济价值。当地还埋藏着丰富的黄铁矿、硫磺以及多种多金属矿石资源。当地希望通过石油开采来增加经济收入。
千岛群岛也见证了俄罗斯联邦的经济崛起。经济提高最可见的标志是新建的基础设施建筑。2014年，建筑工人在择捉岛（伊图鲁普岛）中央的Kitovy湾建立了一座码头和一个防波堤，成为驳船的重要港口。一条新的道路穿过树林被修建，自该岛最大的村庄库里尔斯克通往门德列夫机场。

### 军事
目前千岛群岛由俄罗斯第18机枪炮兵师把守，该炮兵师的指挥部设于择捉岛（伊图鲁普岛）的Goryachie Klyuchi。该岛上同时也有俄罗斯边防军驻扎。2011年，俄罗斯总统德米特里·梅德韦杰夫呼吁在千岛群岛大量增派部队进行防卫。2015年，俄罗斯在千岛群岛部署了防空导弹系统、沿海防御导弹系统、作战直升机K-52以及潜艇来防禦千岛群岛。2021年，俄罗斯国防部计划再在千岛群岛上建造51个军事基础设施。

## 主要島嶼
由於千島群島在俄羅斯與日本之間的特殊歷史地位，千島群島的大部份島嶼同時擁有俄語名字和日語名字。中文界習慣沿用島嶼的日語漢字名字稱呼之，中國出版的地圖冊亦以日語漢字名字對千島群島的島嶼進行標記；但有時候官方媒體也會以俄語譯音名稱呼之，例如中國新聞網在2006年9月18日的一則報導中就以「伊图鲁普岛」來稱呼擇捉島。俄羅斯的中文媒體一般以俄語名字稱呼之。
以下是千島群島的主要島嶼。括號後附註的是島嶼的俄語名字。

### 北千島
- 占守島（舒姆舒岛）
- 阿賴度島（阿特拉索夫岛）
- 幌筵島（帕拉穆希尔岛）
- 志林規島（安季费洛夫岛）

### 中千島
- 磨勘留島（马坎鲁希岛）
- 溫禰古丹島（奥涅科坦岛）
- 春牟古丹島（哈里姆科坦岛）
- 越渴磨島（埃卡尔马岛）
- 知林古丹島（奇林科坦岛）
- 捨子古丹島（希阿沙科坦岛）
- 牟知列岩（洛武什基岩）
- 雷公計島（雷科克岛）
- 松輪島（马图阿岛）
- 羅處和島（拉斯舒阿島）
- 摺手岩（斯列德涅戈岩）
- 宇志知島（乌希希尔岛）
- 計吐夷島（克托伊岛）
- 新知島（希穆希尔岛）
- 武魯頓島（布罗乌托纳岛）
- 知理保以島（奇尔波伊岛）
- 得撫島（乌鲁普岛）

### 南千岛
南千岛群岛又被日本称为“北方四岛”。
- 擇捉島（伊图鲁普岛）
- 國後島（库纳希尔岛）
- 色丹島（希科坦岛）
- 齒舞群島（哈博迈群岛）
  - 秋勇留島（阿努钦岛）
  - オドケ島
  - 貝殻島（西格纳尔内岛）
  - 海馬島（奥斯科尔基岛）
  - カブ島
  - カブト島
  - 水晶島（坦菲利耶娃岛）
  - 多樂島（波隆斯科戈岛）
  - カナクソ島
  - 萌茂尻島
  - 勇留島（尤里岛）
  - 志發島（泽廖内岛）
  - 春苅島（焦明岛）

## 人口
千島群島約30,000人，主要為俄羅斯人、日本人、烏克蘭人、白俄羅斯人、朝鮮人、鞑靼人和阿伊努人等。阿伊努人為當地原住民。

## 外部連結
- Southern Kuriles / Northern Territories: A Stumbling-block in Russia-Japan Relationship（页面存档备份，存于）, history and analysis by Andrew Andersen, Department of Political Science, University of Victoria, May 2001
- https://web.archive.org/web/20080616145437/http://depts.washington.edu/ikip/index.shtml (Kuril Island Biocomplexity Project)
- .   [2017-04-03]. （原始内容存档于2010-12-23）. (includes space imagery)
- Kuril IslandsArchive.today的存檔，存档日期2012-12-09 at Natural Heritage Protection Fund（页面存档备份，存于）
- The International Kuril Island Project
- http://www.mofa.go.jp/region/europe/russia/territory/index.html（页面存档备份，存于）
- Chishima: Frontiers of San Francisco Treaty in Hokkaido Short film on the disputed islands from a Japanese perspective
- USGS Map showing location of Magnitude 8.3 Earthquake 46.616°N, 153.224°E Kuril Islands region, November 15, 2006 11:14:16 UTC
- Pictures of Cats – Kurilian Bobtail（页面存档备份，存于）
- Pictures of Kuril Islands（页面存档备份，存于）